# باول كاردويل
باول كاردويل (بالإنجليزية: Paul Cardwell)‏ هو شخصية أعمال بريطاني، ولد في 1958.